# Kinh tế châu Âu
Kinh tế châu Âu là nền kinh tế của hơn 710 triệu người sống trong 48 quốc gia khác nhau ở châu Âu. Giống như các lục địa khác, tài sản của các quốc gia châu Âu không đều nhau, mặc dù theo GDP và điều kiện sống, số người nghèo nhất vẫn có mức sống cao hơn nhiều so với những người nghèo ở các lục địa khác. Sự khác nhau về tài sản của các quốc gia có thể nhìn thấy rõ nét giữa các nước Đông Âu và Tây Âu. Trong khi các quốc gia Tây Âu có GDP và mức sống cao, nhiều nền kinh tế Đông Âu vẫn bị ảnh hưởng từ cuộc khủng hoảng của Liên Xô và Yugoslavia trước đây. Thuật ngữ châu Âu ở đây không chỉ các nước ở chỉ ở châu Âu mà còn tính cho một số nước mặc dù về mặt địa lý thuộc châu Á, hoặc một phần thuộc châu Á, nhưng tính chất địa chính trị và kinh tế, văn hóa thuộc châu Âu như Azerbaijan và Cyprus...
Nền kinh tế lớn nhất châu Âu là Đức, có GDP danh nghĩa đứng thứ 4 toàn cầu, và đứng thứ 5 nếu tính theo sức mua tương đương; nền kinh tế đứng thứ 2 là Vương quốc Anh, xếp thứ 5 toàn cầu theo GDP danh nghĩa và xếp thứ 6 theo sức mua tương đương. Liên minh châu Âu, giống như một quốc gia riêng rẽ, có nền kinh tế lớn nhất thế giới (theo xác định của IMF và WB - 2005) hoặc đứng thứ 2 trên thế giới (theo CIA World Factbook - 2006)-- xem Danh sách quốc gia theo GDP (PPP).
Các nước Bắc Âu có mức sống cao, nhờ khai thác hợp lý tài nguyên thiên nhiên để phát triển kinh tế đạt hiệu quả. Nguồn thủy điện dồi dào và rẻ là điều kiện thuận lợi để phát triển công nghiệp.